# Stop Me from Falling
Stop Me from Falling è un singolo della cantante australiana Kylie Minogue, pubblicato il 9 marzo 2018 come secondo estratto dal quattordicesimo album in studio Golden.

## Descrizione
Il brano è stato scritto da Kylie Minogue, Sky Adams, Steve McEwan e Danny Shah e prodotto da Sky Adams.

## Video musicali
Sono stati realizzati due videoclip del brano: il primo, pubblicato il 29 marzo 2018 sul canale Vevo della cantante, è stato diretto da Colin Solal Cardo; il secondo, pubblicato il 19 aprile 2018, sempre nel canale Vevo della cantante, è stato diretto da Sophie Muller e contiene la versione del brano in collaborazione con i Gente de Zona.

## Tracce
Download digitale
1. Stop Me from Falling – 3:01

Download digitale
1. Stop Me from Falling (feat. Gente de Zona) – 3:00

## Classifiche
| Classifica (2018) | Posizione massima |
| ----------------- | ----------------- |
| Cile              | 60                |
| Croazia           | 96                |
| Polonia           | 7                 |
| Regno Unito       | 52                |